# 德庆热布杰寺
德庆热布杰寺，位于西藏自治区日喀则地区南木林县南木林镇嘎布村，是一座藏传佛教格鲁派寺院。

## 简介
德庆热布杰寺位于南木林县南木林镇嘎布村。1758年，六世班禅罗桑贝丹益西创建该寺，属于藏传佛教格鲁派，主供吉尊江木央佛，主要开展以“格鲁瓦”壮瓦司松为内容的8种念经佛事。德庆热布杰寺的占地面积为1588.49平方米。
2012年，德庆热布杰寺僧人索朗多吉被评为西藏自治区爱国守法先进僧尼。
德庆热布杰寺的“晋热”于1758年由六世班禅创寺之后形成。每次举行时，首先由僧众念诵“晋吉位久松”（十三法王）的经书，并且以各种颜色的粉土制作天葬台，最后在藏历4月15日正式举办“晋热”。过去每次“晋热”活动前后历时9天，21世纪初历时大约1周。
“晋热”的含义是超度亡魂、祈祷平安。是将死者名字写在纸上，和青稞、小麦、豌豆、大米、油菜籽、燃巴草混合，通过一定的宗教仪式火化，以达到超度亡魂之目的。“晋”从字面意思看是指亡魂找不到去处而流落人间，具体则指“后事”；“热”是指火化或者烧，宗教上则指火化超度。
德庆热布寺“晋热”活动过去有5种类型，现仅存4种：桑杰朋巴、恰多果吉、得确、顿故。南木林县的南木林镇、达那乡、秋木乡、卡孜乡、多角乡、热当乡（拉布）的信众都参加“晋热”。